# Mortal Love
Mortal Love fue una banda de metal gótico noruega, originaria  de la ciudad de Elverum, formada en 2000 y disuelta en 2011.

## Historia
Al igual que muchas bandas contemporáneos del género,  su sonido combinaba voces de soprano y tenor, mientras se enfatizaba en una sección instrumental de guitarras pesadas, piano y melodías ambientales  de sintetizador. 
Sus tres álbumes conceptuales publicados All the Beauty... (2002),  I Have Lost... (2005) y Forever Will Be Gone (2006) líricamente tratan del amor y relaciones fallidas: fueron compuestos como una trilogía, como se puede observar mediante la combinación de sus títulos  “Toda la belleza, he perdido, siempre habrá desaparecido”. La banda lanzó el álbum final de la trilogía el 22 de septiembre de 2006, y desde entonces  se ha mantenido fuera de escena.
El 21 de noviembre de 2010, la banda publicó en su perfil en Tumblr un anuncio afirmando que habían compuesto más de 50 canciones nuevas, y se establecieron en 10 temas para el lanzamiento de un nuevo álbum. Sin embargo, también se afirma en el mensaje de que su sonido había cambiado, convirtiéndose en "menos de guitarra pesada", y que su sello Massacre Records se había negado a financiar la grabación y el lanzamiento del álbum debido a eso. La banda explicó que estudiaban otras opciones, como poner el disco a disposición en un único producto digital para descarga, o tenerlo grabado y lanzarlo por partes. El proyecto, sin embargo, nunca se llegó a concretar por razones desconocidas.
El 8 de julio de 2011, el sitio oficial de Mortal Love fue sustituido por una nota a los fanes, y explicaron que la banda entraría en una pausa indefinida. Las razones citadas para el descanso incluyeron una falta de enfoque direccional y una lucha por equilibrar la vida personal con una carrera musical de cada uno de sus miembros. Se dijo que se tomó la decisión en términos amistosos. Antes de la expiración de su contrato con Massacre Records, el sello lanzó u recopilatorio de las mejores canciones en noviembre de ese año.
Después de la separación, los medios de comunicación sociales de la banda continuaron siendo actualizados con cierta regularidad a partir de enero de 2013.   Guitarist Rain6 (Lars Bæk) formed the musical project CASCAM, El guitarrista Rain6 (Lars Bæk) formó su proyecto musical CASCAM, banda que se aleja de heavy metal tradicional, apoyándose  en un sonido más synthpop. Otros miembros (que han mantenido un perfil bajo desde entonces) han informado  estar ocupados con sus esfuerzos personales, sin ser plenamente conocidos.

## Miembros
- Cat (Catherine Nyland) – Vocalista
- Lev  (Hans Olav Kjeljebakken) – Bajo
- Rain6 (Lars Bæk) – Guitarras & programación
- Damous (Pål Wasa Johansen) – Batería
- Mulciber (Ole Kristian Odden) – Teclados & programación
- Gabriah (Ørjan Jacobsen) – Guitarra

## Discografía

### Álbumes de estudio
- All the Beauty... (2002)
- I Have Lost... (2005)
- Forever Will Be Gone (2006)

### EP
- Adoration (2005)

### Sencillos
- Adoration (2005)
- Crave Your Love (Acoustic version) (2009)

### Recopilaciones
- Best of the Trilogy... All the Beauty I Have Lost Forever Will Be Gone (2011)